# MobileMe
Chronologie des versions
.Mac ICloud
MobileMe était une suite d'applications Web à abonnement annuel créée par Apple Inc. fermée en 2011. Annoncé par la firme lors de la Worldwide Developers Conference le 9 juin 2008, MobileMe était censé remplacer le service .Mac.
Ce service payant a été fermé et remplacé en octobre 2011 par iCloud, un service gratuit présenté par Steve Jobs lors de la WWDC du 6 juin 2011, une de ses ultimes apparitions publiques.  
Les données des comptes MobileMe ont donc été automatiquement transférées vers iCloud, les anciens utilisateurs de MobileMe disposent de 25 Go d'espace iCloud gratuitement contre seulement 5 Go pour ceux n'ayant pas d'abonnement MobileMe.

## Fonctionnement
Les utilisateurs de .Mac ont été  transférés sur ce nouveau service automatiquement. Cependant, si le client souhaitait conserver son adresse électronique en "@mac.com", il le pouvait.
Les inscriptions à MobileMe sont désormais clôturées pour l'apparition du nouveau service de cloud computing baptisé iCloud. Les comptes sont migrés vers ce nouveau service gratuit.

## Caractéristiques
Stockage
20 Go de stockage en ligne (comprenant le stockage et les courriels) avec un transfert mensuel de 200 Go.
Courriel
Push Mail. Utilise une adresse électronique @me.com (les anciens utilisateurs de .mac pourront conserver leur adresses @mac.com et utiliser les deux adresses, et un message peut être envoyé indifféremment à l'adresse @me.com ou @mac.com chez les anciens utilisateurs). Quand un message est arrivé, il est synchronisé automatiquement dans tous les autres appareils de l'utilisateur (iPhone, iPod Touch, iPad, Mac et PC).
Carnet d'adresses
Carnet d'adresses (Push). Quand un contact est ajouté ou modifié, tous les appareils synchronisés avec le compte prennent en compte la modification instantanément.
Calendrier
Calendrier (Push). Quand un événement est créé ou modifié, tous les appareils synchronisés au compte prennent en compte la modification instantanément.
Galerie
Galerie publique de photos. Les photos peuvent être envoyées directement sur Internet grâce à un navigateur web ou peuvent être synchronisées à partir d'iPhoto sur un Mac ou en l'envoyant à partir d'un iPhone, d'un iPod touch ou d'un iPad.
iDisk
iDisk est accessible via un navigateur Web, le Finder sur Mac ou comme un disque distant sur Windows, ainsi qu'avec n'importe quel logiciel de transfert FTP. iDisk peut également partager des fichiers en envoyant un lien par courriel. Il est également possible de choisir une date d'expiration de ce lien, en bloquant l'accès après une certaine période.
Web 2.0
MobileMe utilise AJAX pour simuler visuellement l'expérience d'applications de bureau directement dans le navigateur Web.
Navigateurs supportés
Safari 3 ou supérieurs (Mac, Windows), Firefox 2 ou supérieurs (Mac, GNU/Linux, Windows), ou Internet Explorer 7 (Windows) et ultérieurs. Les utilisateurs de Firefox sous GNU/Linux sont quant à eux renvoyé vers la page  .
Pack Familial
Il existe également un pack familial comprenant 5 comptes (1 compte principal et 4 secondaires), proposant les mêmes services qu'un abonnement individuel. Les comptes secondaires bénéficient d'un espace de stockage de 5 Go (au lieu de 20 Go pour le principal ou un compte individuel).
NOTE : Les utilisateurs de .Mac pouvaient utiliser MobileMe pour héberger leurs sites web créés par iWeb et les utilisateurs de Mac OS X 10.5 et ultérieur pourront utiliser la fonctionnalité Retour à mon Mac (Back to my Mac).

## Différences entre .Mac et MobileMe
MobileMe contient des fonctionnalités semblables à .Mac et est disponible pour Mac OS X ainsi que Microsoft Windows. Il est conçu pour fonctionner sur le téléphone portable iPhone, le lecteur multimédia iPod Touch et la tablette iPad. Les utilisateurs n'étaient plus tenus d'utiliser uniquement les logiciels d'Apple comme Mail et iCal, mais compatibilité avec Windows obligeant, ils peuvent utiliser Microsoft Outlook. 
Quelques caractéristiques de .Mac ont été perdues après la transition : Mac OS X 10.3 n'est plus supporté, iCards (un service de cartes de vœux électroniques) et l'accès Web aux signets disparaissent. Néanmoins, on peut toujours créer des cartes de vœux électroniques en utilisant l'application Mail d'Apple, qui dispose de fonctions similaires aux défunts iCards.

## Prix
L'achat d'un compte individuel MobileMe d'une durée d'un an coûte 79 € après la période d'essai gratuite de 2 mois. Le pack familial pour 5 utilisateurs coûte 119 €.
Il est par ailleurs possible d'acheter plus d'espace de stockage : 40 € pour 20 Go, et 79 € pour 40 Go.
MobileMe n'est plus disponible pour les nouveaux abonnés. Apple le remplacera en automne 2011 par iCloud un service gratuit. Les comptes existant ont été prolongés jusqu'en juin 2012 et ce, gratuitement. Ceci a été annoncé le 6 juin 2011 lors du WWDC.